# Paracriptodirs
Els paracriptodirs (Paracryptodira) són un infraordre extint dels Testudines, l'ordre de rèptils que inclou les tortugues. Inicialment considerat com un subordre germà del grup Cryptodira, ara són tractats com un llinatge molt primitiu dins de Cryptodira d'acord amb l'ús més comú d'aquest últim tàxon. Alguns criptodirs prehistòrics una mica menys primitius (per exemple, les "tortugues banyudes", Meiolaniidae) així com les formes vivents formen el grup Eucryptodira.
D'acord amb el concepte en desús els paracriptodirs es componien de dues famílies del Cretaci, els Pleurosternidae i els Baenidae. La primera ha estat trobada a l'Amèrica del Nord, Europa, i possiblement Àsia, mentre que la segona és només coneguda d'Amèrica del Nord. D'acord amb el modern enteniment, les famílies Macrobaenidae i els Neurankylidae són separades dels Baenidae per formar la superfamília Baenoidea, el monofiletisme, però, requereix ser confirmat. Addicionalment, hi ha un seguit de famílies més basals així com alguns tàxons de posició incerta pel que fa a Baenoidea: 
- Kallokibotiidae
- Mongolochelyidae
- Pleurosternidae
- Solemydidae

Els Macrobaenidae, un altre grup de criptodirs prehistòrics que pot ser realment una agregació parafilètica, són de vegades també situats parcialment o totalment entre els paracriptodirs.

## Característiques
Els Paracryptodira tenen una exposició reduïda prefrontal en la superfície dorsal del crani, una reduïda finestra perilimfàtica, i una cresta supraoccipital secundàriament reduïda. Al crani, el foramen posterior del canal caròtid interior es localitza en una posició mitjana al llarg de la superfície de la sutura basisfenoide-pterigoides.